# Agello
Agello è una frazione del comune di Magione (PG).
Il paese si trova in cima ad una collina, ad un'altezza di 411 m s.l.m., e domina da un lato la pianura del paese di Capanne, attraversata dalla strada statale 220 Pievaiola, e dall'altro l'intero specchio del lago Trasimeno. È abitato da 794 residenti.

## Storia
Il nome del paese deriva dal nome della ninfa Agilla, che nella mitologia è innamorata di Trasimeno, figlio del dio Tirreno (si consideri anche che il termine agellus viene spesso utilizzato per dare il nome a paesi nati su fondi o agri colonici).
All'epoca romana risale la fondazione del castrum, in occasione della battaglia contro Annibale (217 a.C.): grazie ad esso si riusciva a controllare il passo di Montebuono, unico collegamento allora disponibile tra Perugia e le sponde occidentali del Trasimeno.
L'imperatore Enrico VI affidò la giurisdizione di Agello a Perugia nel 1186 e i signori del luogo erano i Marchesi del Monte Santa Maria che tuttavia riuscirono a mantenervi un servitium esentato dal controllo politico da parte del comune perugino. Tale servitium era probabilmente rappresentato dalla gestione degli interessi di matrice feudale da parte di uomini e famiglie della piccola nobiltà rurale legate ai Marchesi da un vincolo di vassallaggio. Queste famiglie, probabilmente consanguinee, diedero origine ad un consortile detto "de' nobili di Agello". Una radicata tradizione sostenuta dalla storiografia perugina, riconosce in san Pietro abate fondatore della cattedrale di San Pietro in Perugia, il più importante soggetto appartenuto a questo antico clan familiare. I suoi membri ricostruirono e fortificarono notevolmente il paese, tanto da trasformarlo in castello (già nel XII secolo era cinto da mura).
Nel 1390 Michelozzo Michelotti, ribelle di Perugia, occupò il castello e ne fece base per scorrerie nel territorio. In seguito, le truppe di Perugia debellarono i ribelli e demolirono in buona parte le difese del castello.
La rocca e le mura furono ricostruite verso la fine del XIV secolo, fino all'ultima distruzione causata dal Granduca toscano Ferdinando II nel 1642.
In seguito, la fama di Agello fino all'unità d'Italia è dovuta soprattutto al fatto di essere considerato covo di briganti e ladroni.

## Monumenti e luoghi d'interesse
- Castello (XII secolo)

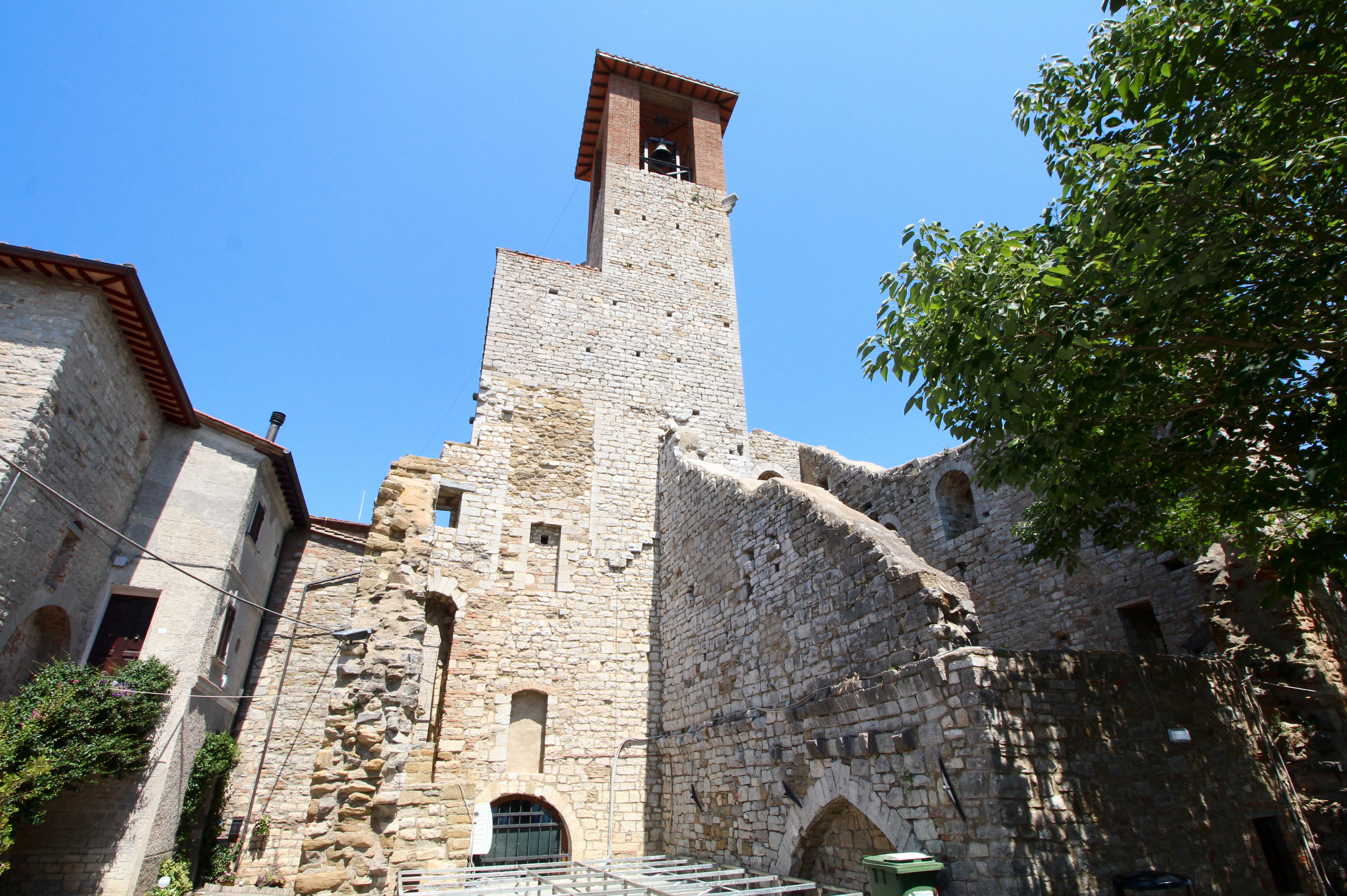
Il castello

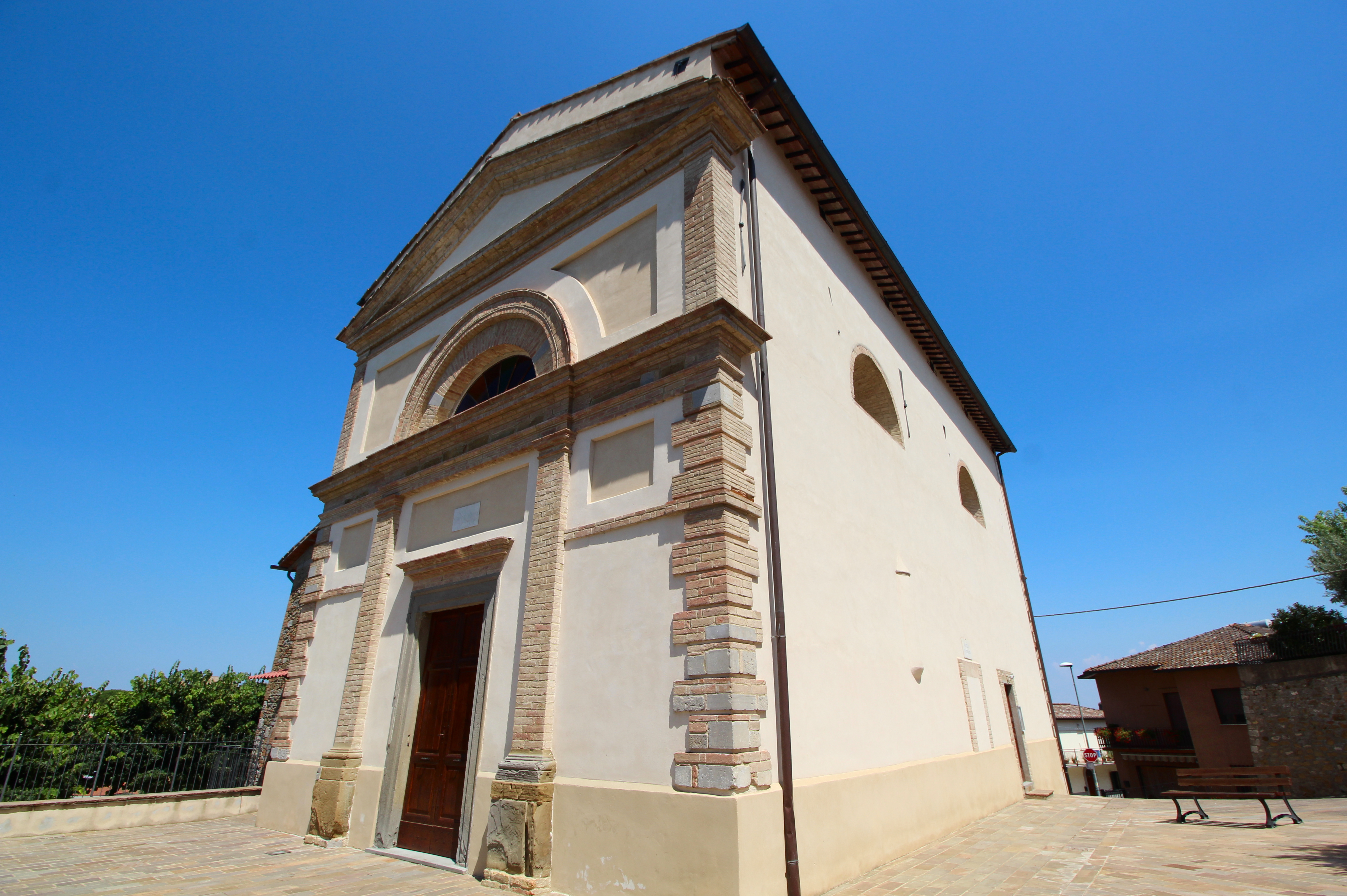
La chiesa di San Donato

- Cappella dei caduti ex Chiesa di S. Sebastiano e S. Rocco
- Chiesa di S. Donato (XI secolo)
- Chiesa di S. Michele Arcangelo (XIV secolo)
- Chiesa della Madonna del Rosario (XVII secolo)
- Arte Sacra Contemporanea. La Via Crucis di Giovanni Paolo II

## Cultura

### Eventi
Nella seconda settimana di agosto si svolge la sagra paesana Agello è.

## Sport

### Calcio
- Polisportiva Agello A.S.D., militante in Promozione. Nasce nel 2001.